# The Beat (muziekgroep)

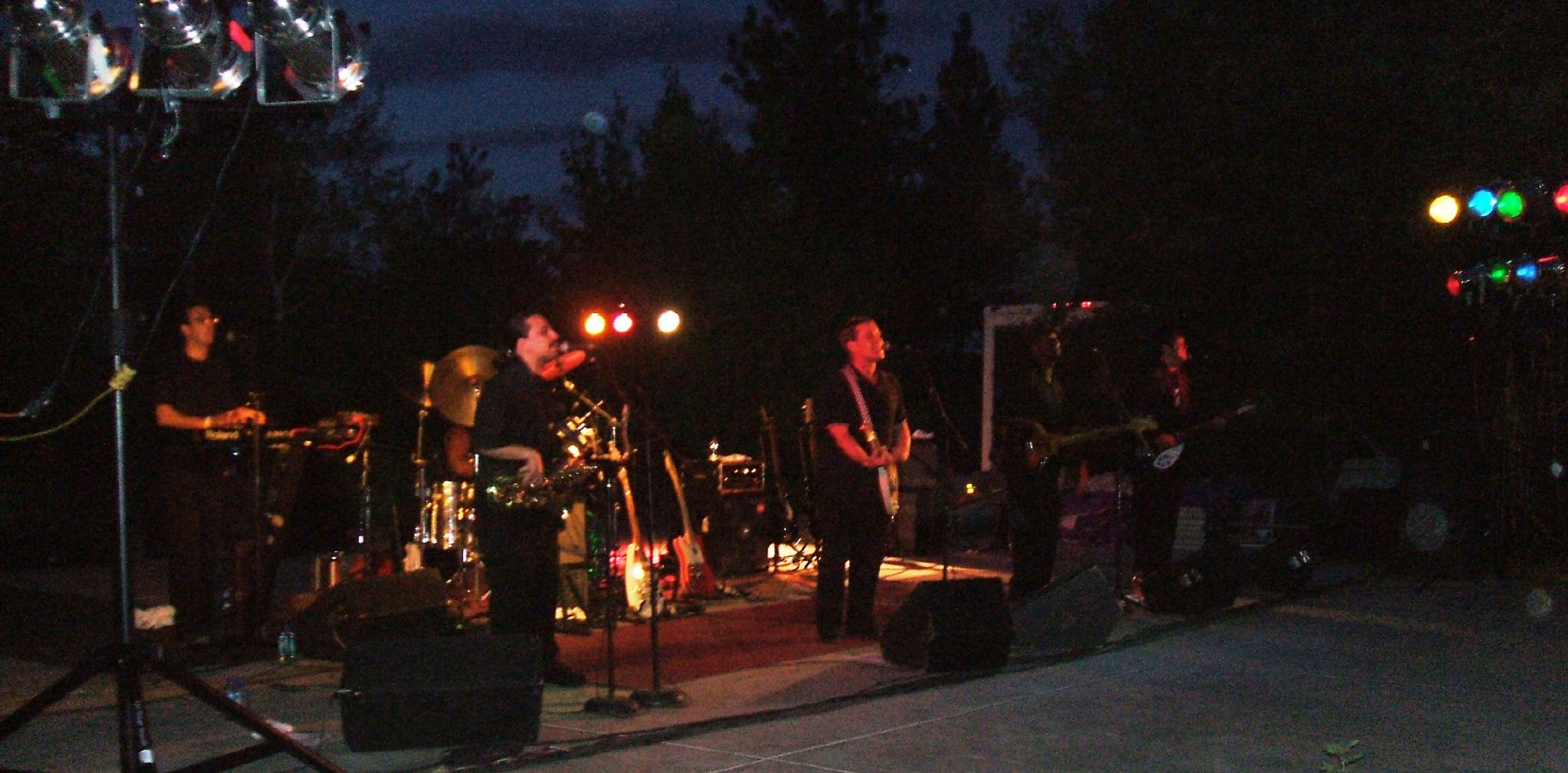
The Beat (met Dave Wakeling) in Truckee, Californië

The Beat, in Amerika bekend als The English Beat en in Australië als The British Beat, is een Britse groep uit Birmingham die ska met pop, soul, reggae en punk vermengt. Hun nummers gaan vooral over liefde, politiek en sociale onderwerpen.
De groep maakte in haar hoogtijdagen drie albums (I Just Can't Stop It (1980), Wha'ppen? (1981) en Special Beat Service (1982)) en scoorde hits als Mirror In The Bathroom en Too Nice To Talk To. The Beat bestond oorspronkelijk van 1978 tot 1983 en kwam in de jaren 00 weer bijeen als twee aparte bands; een vanuit Engeland en een vanuit de Verenigde Staten.

## Geschiedenis

### Begintijd
The Beat werd in 1978 opgericht tijdens de grote werkeloosheidsgolf en de toenemende sociale onrust waar Engeland destijds gebukt onder ging. De kernleden waren Dave Wakeling (zang, gitaar), Andy Cox (gitaar) en David Steele (basgitaar). In 1979 kregen ze versterking van achtereenvolgens Everett Morton (drums), 'Ranking' Roger Charlery (zang) en Lionel 'Saxa' Martin (sax); alle drie van Caribische afkomst. De dan 49-jarige Saxa, die begin jaren '60 op Jamaica had gespeeld met skapioniers als Prince Buster en Laurel Aitken, had naar eigen zeggen die ene band gevonden waarnaar hij jarenlang op zoek was, Morton drumde al tien jaar in reggaebands en de 16-jarige Roger had een reputatie opgebouwd door in punkbands te drummen en bij andermans optredens spontaan mee te doen als praatzingende toaster.
The Beat toerde samen met The Selecter en UB40 (bij wie Roger al meedeed toen de eigen toaster Astro nog een roadie was). Daarna tekende de groep een contract bij het prestigieuze 2 Tone-label voor een single; dit werd Tears Of A Clown, een cover van Smokey Robinson & The Miracles. De band wilde op deze manier de rechten op hun zelfgeschreven nummers in eigen hand houden.
Naar het voorbeeld van 2 Tone richtte The Beat een eigen label (Go-Feet) op dat door een grote platenmaatschappij (Arista) werd gedistribueerd met gelijke winstdeling. De Go Feet-mascotte (Beat Girl) is door striptekenaar Hunt Emerson gemodelleerd naar een foto van een meisje dat met ska-pionier Prince Buster staat te dansen. Begin 1980 verscheen Mirror In The Bathroom dat veelvuldig op de Britse radio werd gedraaid en kwam The Beat voor het eerst naar Nederland voor concerten. De volgende singles werden Hands Off She's Mine en het zogenaamde calypsodeuntje Stand Down Margret.

### Doorbraak
The Beat trok de aandacht van destijds populaire groepen als The Pretenders en Talking Heads en verzorgde het voorprogramma tijdens hun tournees. In Amerika moest de naam echter gewijzigd worden omdat daar al een Beat optrad.
Ook in de VS raakte The (English) Beat in trek, doordat hun nummers werden gedraaid op lokale radiostations in Los Angeles en Seattle. De band werd daarna populair in Australië. Er volgden lange tournees als voorprogramma van verschillende artiesten, zoals David Bowie, The Clash (bij wie Roger het podium opkwam tijdens Rock The Cashbah), The Police, R.E.M. en The Specials. Bij optredens met de Specials werd veel samengewerkt; zo kwam het voor dat de bassisten van beide bands werden uitgewisseld toen ze in dezelfde uitzending van Top of the Pops te zien waren. Het Afrikaans getinte Too Nice To Talk To markeerde de overgang naar het album Wha'ppen? (vrij vertaald;Watzkeburt ?).
In 1982 verscheen het derde album Special Beat Service in een poging definitief door te breken in Amerika waar de clips van de band door MTV werden uitgezonden. Het enige succes dat de band had was met de Andy Williams-cover Can't Get Used To Losing You die dankzij de verzamelaar What Is Beat? na drie jaar alsnog op single werd uitgebracht. Omdat de Amerikaanse platenmaatschappij geen toekomst zag in The Beat besloot Dave Wakeling in de zomer van 1983 ermee te stoppen.

### Afsplitsingen

#### General Public
- Dave Wakeling en Ranking Roger gingen verder als General Public met ex-leden van o.a. The Specials (bassist Horace Panter) en Dexy's Midnight Runners. Ze brachten drie albums uit tussen 1984 en 1995; hun grootste hits scoorden ze met het Motown-achtige Tenderness, en een cover van Staple Singers' I'll Take You There (origineel gesampled in Let's Talk About Sex van Salt 'N Pepa). Engeland haalde de schouders op, maar Amerika sloot het duo in de armen. Dave Wakeling was er inmiddels gaan wonen nadat hij tussen het tweede en het derde album een solocarrière had opgebouwd.

#### Fine Young Cannibals
- Andy Cox en David Steele richtten samen met zanger Roland Gift (die als co-frontman van Akrylykz nog bij The Beat in het voorprogramma heeft gestaan) Fine Young Cannibals op. Deze groep scoorde in de jaren tachtig top 10-hits met Good Thing, Johnny Come Home en She Drives Me Crazy en was de succesvolste afsplitsing van The Beat.

#### International Beat
- Saxa en Everett Morton maakten via een reeks jamsessies met zanger/gitarist Tony Beet een doorstart als The International Beat. In 1990 verscheen hun debuutalbum waarop dance-invloeden te horen waren in plaats van traditionele ska. Na de breuk in 1993 was Morton enige tijd actief als kroegbaas.

#### Special Beat
Van 1989 tot 1993 zaten Ranking Roger en Saxa in Special Beat; een 2-Tone-supergroep die veelvuldig de wereld rondreisde met nummers van The Specials en The Beat plus nieuw materiaal. Bij de Californische optredens van hun Amerikaanse afscheidstournee kwam Dave Wakeling meedoen.

### Reünie

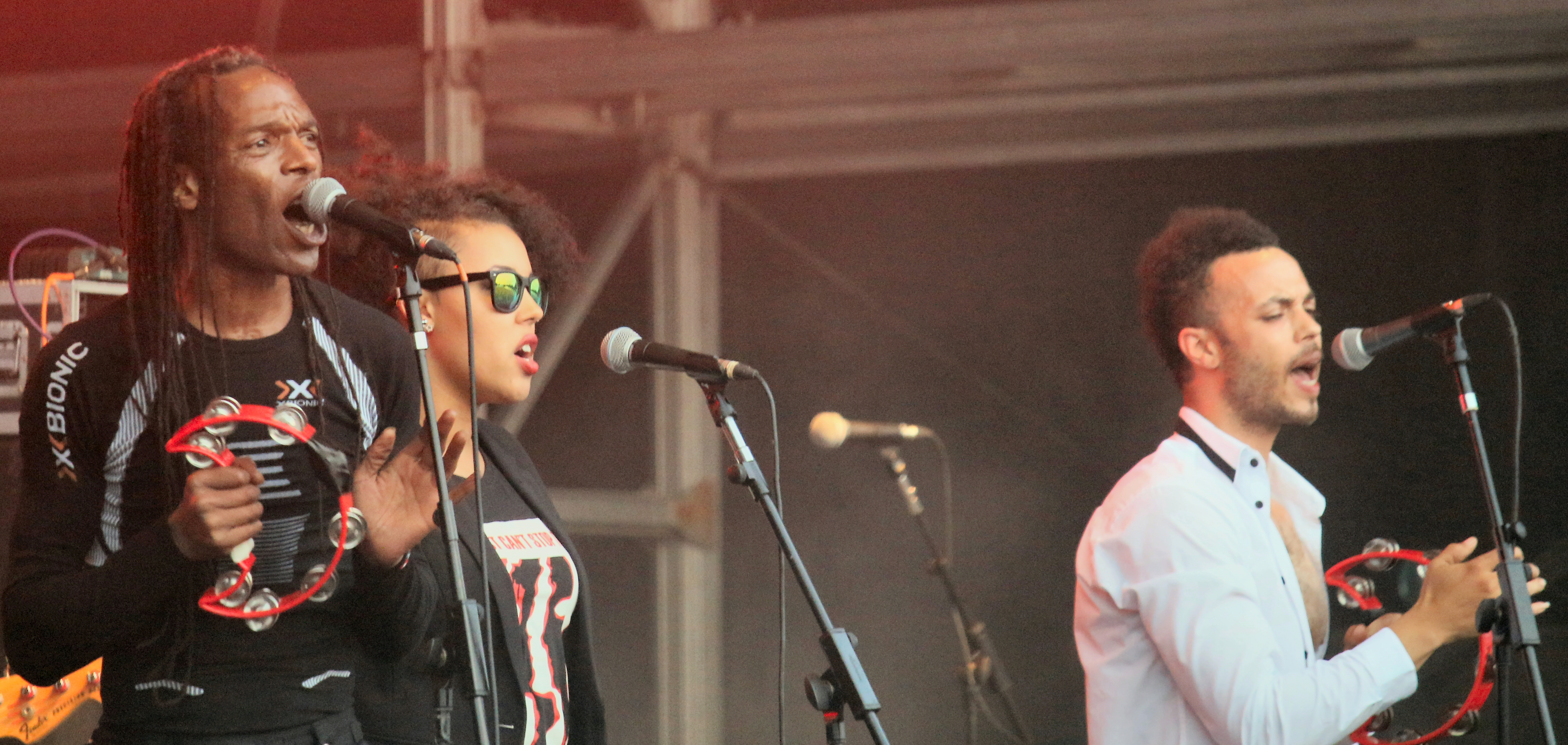
The Beat met Ranking Roger, dochter en Ranking Junior

In 2003 deed de muziekzender VH1 een vergeefse poging om The Beat weer bij elkaar te brengen; Andy Cox en David Steele weigerden hieraan mee te werken, en uiteindelijk zou Dave Wakeling te gast zijn geweest bij een nieuwe versie van de band met zang van Roger en diens zoon Murphy (Ranking Jr.). Saxa deed door gezondheidsproblemen - waar hij al in de hoogtijdagen van The Beat mee worstelde - niet meer mee aan alle optredens en ging in 2005 met pensioen; hij overleed op 3 mei 2017.
In de zomer van 2012 werden de albums van The Beat opnieuw uitgebracht met bonustracks en liner notes van ex-Bodysnatchers-zangeres Rhoda Dakar.
In 2016 verscheen de cd Bounce.
Na herstel van een kniebreuk begon Everett Morton de ska-coverband Beat Goes Bang. Hij is vervangen door Oscar Harrison, fan van het eerste uur en drummer van de met de britpop geassocieerde band Ocean Colour Scene. Harrison wordt afgewisseld met ex General Public-drummer Fuzz Townshend of vervult in een aantal nummers de rol van percussionist indien beiden beschikbaar zijn.
Met deze bezetting werd in 2017 een live-dvd opgenomen in de Londense Roudhouse

### Dave Wakeling & The English Beat
Wakeling is vanuit Amerika zijn eigen (English) Beat begonnen; na eerst een nummer te hebben opgenomen voor de film Scooby Doo! Shaggy's Showdown verscheen in juni 2018 de cd Here We Go Love.

### Tribute
In 2013 verscheen het tribute-album Specialized 2 - Beat Teenage Cancer (vervolg op Specialized met covers van de Specials) waarop ska- en andersoortige bands songs van The Beat coveren om geld in te zamelen voor Teenage Cancer Trust. Voor de aan Madness gewijde opvolger, Specialized 3 - Mad Not Cancer nam Dave Wakeling, ambassadeur van de stichting Specialized, het initiatief om met een 2 Tone gelegenheidsgroep een nieuwe versie te maken van Our House; het werd echter niet uitgebracht.

### Overleden
Ranking Roger overleed op 56-jarige leeftijd aan kanker in maart 2019.. Everett Morton overleed op 8 oktober 2021.

## Singles
- Tears Of A Clown (1979)
- Hands Off, She 's Mine (1980)
- Mirror In The Bathroom (1980)
- Best Friend (1980)
- Too Nice To Talk To (1981)
- All Out To Get You (1981)
- Doors Of Your Heart (1981)
- Hit It (1981)
- Save It For Later (1982)
- Jeannette (1982)
- I Confess (1982)
- Can't Get Used To Losing You (1983) Alarmschijf
- Ackee 1-2-3 (1983)